# ماریا روجیه‌ویچوونا
ماریا روجیه‌ویچوونا (لهستانی: Maria Rodziewiczówna؛ ۲ فوریهٔ ۱۸۶۳ – ۱۶ نوامبر ۱۹۴۴) یک نویسنده و رمان‌نویس اهل امپراتوری روسیه در دورانِ مشهور میان‌دوجنگ بود.
از فیلم‌ها یا مجموعه‌های تلویزیونی که وی در آن‌ها نقش داشته است می‌توان به علف جاروب اشاره نمود.